# منتور (سردار نظامی)
من‌تور 
(به یونانی کهن: Μέντωρ Ῥόδιος) (حدود ۳۸۵ – ۳۴۰ پ.م) سردار یونانی و مقتدر اردشیر سوم و ساتراپ صفحات دریایی آسیای صغیر بود.
در شورش فنیقیه و قبرس در زمان اردشیر سوم در ابتدا من‌تور در بین یونانیانی بود که از مصر برای کمک به شهر صیدا آمده بودند اما او بعد از شکست شورش، به سپاه اردشیر سوم ملحق شد.
منتور در تسخیر مجدد مصر در زمان اردشیر سوم به او کمک‌های شایانی کرد و به سبب نجات جان باگواس خواجه که در آن زمان فرمانده هزاره پتیش بود محبوب دربار شده و  بر تمام ایالات یونانی آسیای صغیر والی شد. وی چون برادرزن آرتاباز دوم ساتراپ سابق فریگیه هلسپونت نیز بود، عفو او را بعد از طغیان فریگیه، به همراهی برادر خودش ممنون به دربار فیلیپ مقدونی پناهنده و تبعید شده بود، از شاه درخواست و اردشیر که به هیچ‌وجه میل نداشت درخواست وی را رد کند به او اجازه داد تا آن‌ها را با خود بیاورد. من‌تور در دفع طغیان‌های آسیای صغیر و تنبیه کسانی که احیاناً داعیهٔ سرکشی داشتند، نیز خدمات شایسته‌ای به اردشیر کرد. از جمله در دفع فتنهٔ هرمیاس جبار آتانئوس و دوست ارسطو که در ولایت میسیه یاغی شده بود و ظاهراً با فیلیپ مقدونی هم ارتباط داشت، توفیق جالبی یافت و بعد توانست در تمام ولایات غربی آسیای صغیر، صلح و آرامش قابل اعتمادی به وجود آورد.
با قدرت گرفتن فیلیپ منتور متوجه تهدیدات شده بود و قصد داشت آمادگی های لازم را فراهم آورد اما در 340 پیش از میلاد درگذشت. پس از او برادرش ممنون والی و فرمانده تام الاختیار ایونیه و آسیاسی صغیر شد. وی برادر برسین بود که بعدا معشوقه اسکندر شد و برای او پسری به نام هراکلس نیز به دنیا آورد.

پانویس
1. 1 2  پیرنیا، ص ۱۴۷
2. ↑  زرین کوب، ص ۱۹۹
3. ↑  Carney, Elizabeth Donnelly (2000). Women and Monarchy in Macedonia. University of Oklahoma Press. p. 101. ISBN 9780806132129.